# تيتيان

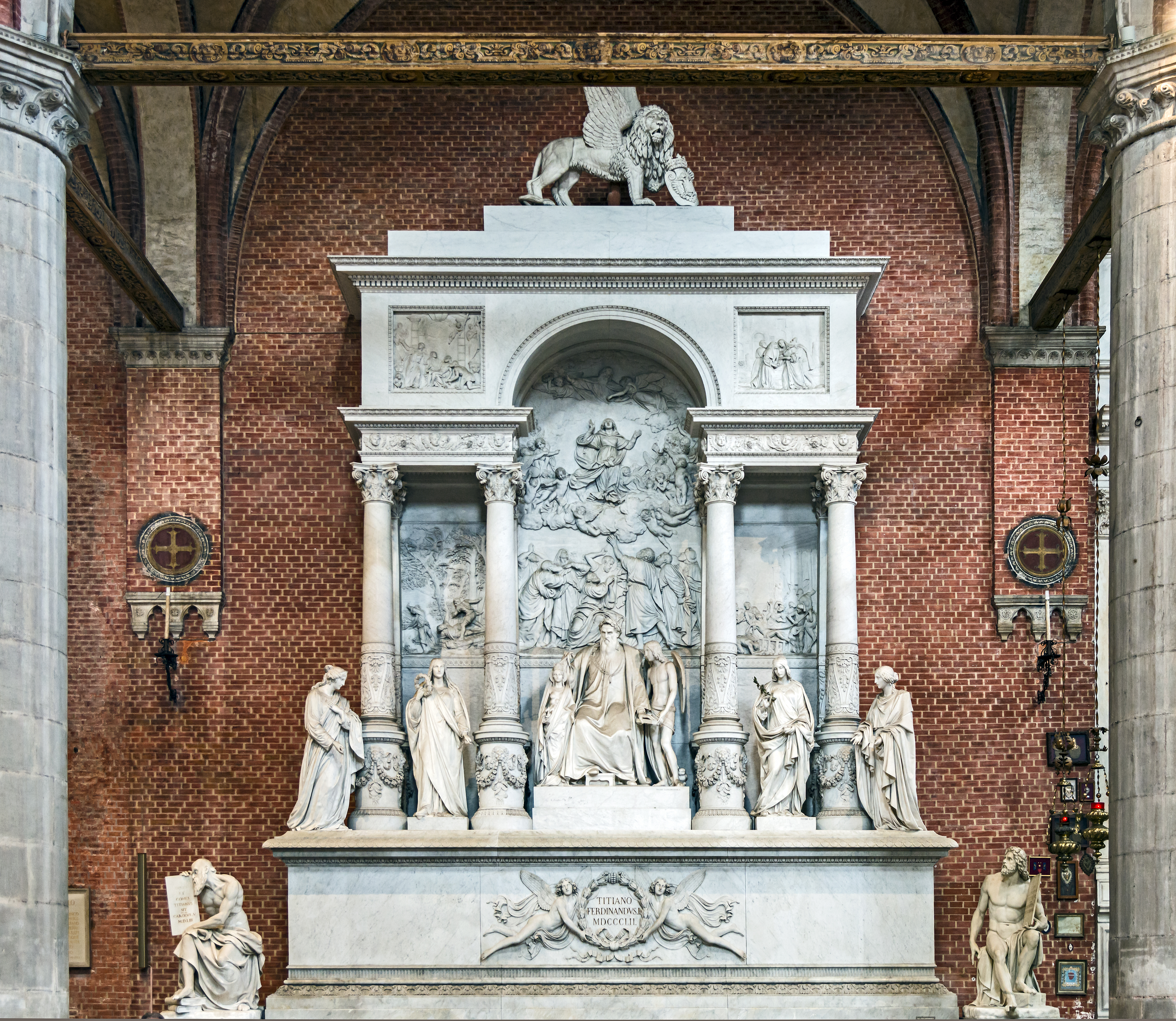
.

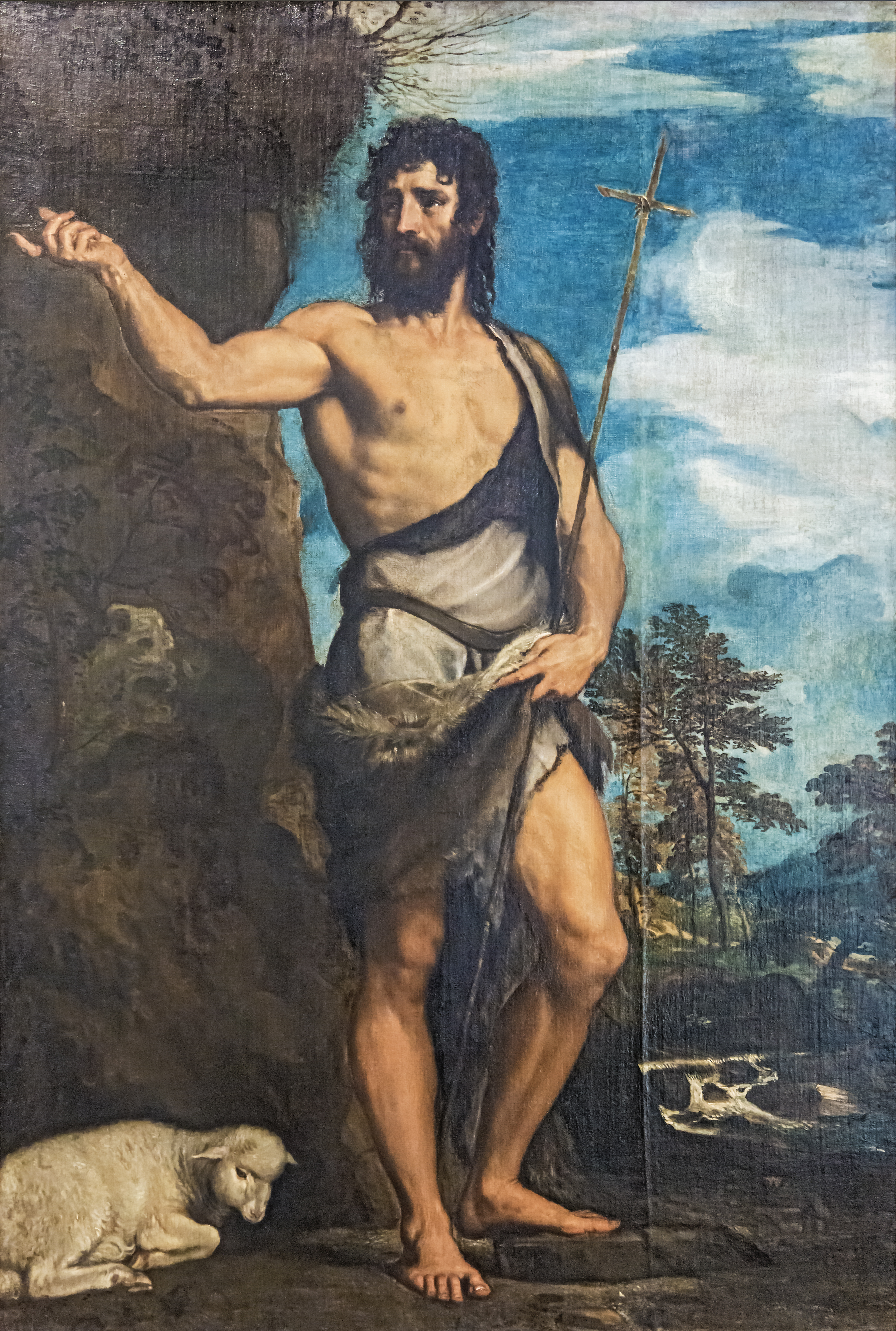
القديس يوحنا المعمدان، لوحة لتيتيان، 1542 م

تيتسيانو فيتشيليو (1488 - 1576) رسام إيطالي من البندقية. كان تيتسيانو فيتشيليو زعيم مدرسة البندقية في الرسم وقد نَعِمَ برعاية عدد كبير من النبلاء الإيطاليين المعروفين، وكان لفترة من الزمن امتدت بضع سنوات رسام البلاط لدى الإمبراطور شارل الخامس أو شارلكان.
أنتج هذا الرسام الذي عمّر زهاء 100 سنة عدداً كبيراً من الأعمال.
وقد تميّز بمهارته في استعمال الألوان. وإلى اليوم ما تزال درجة من اللون الأحمر الصفراوي الذي كان يستعمله أحياناً لرسم شَعْر أشخاصه - وبخاصه النساء - تُعرف باسم ((أحمر تيتسيانو)) أو حمرة تيتيان. وقد بيعت إحدى لوحاته ((موت آكتيون)) بأكثر من مليوني جنيه استرليني في أحدِ مزادات لندن سنة 1971.

## نبذة عن تيتسيانو فيتشيليو
تيتسيانو فيتشيليو (Tiziano Vecellio) واسم الشهرة تيتيان 1488 - 1576م، هو رسّام إيطالي من عصر النهضة. بعد أن أمضى فترة حياته الفنية الأولى في رعاية أستاذه «جورجوني» اكتسب سمعة طيبة في أوروبا، فاشتغل لدى الباباوات في روما، وصار مطلوبا لدى الملوك الأوربيين مثل:
- فرانسوا الأول ملك فرنسا.
- شارل الخامس (أنجز له عدة لوحات شخصية).
- فيليب الثاني ملك إسبانيا (ملوك إسبانيا).

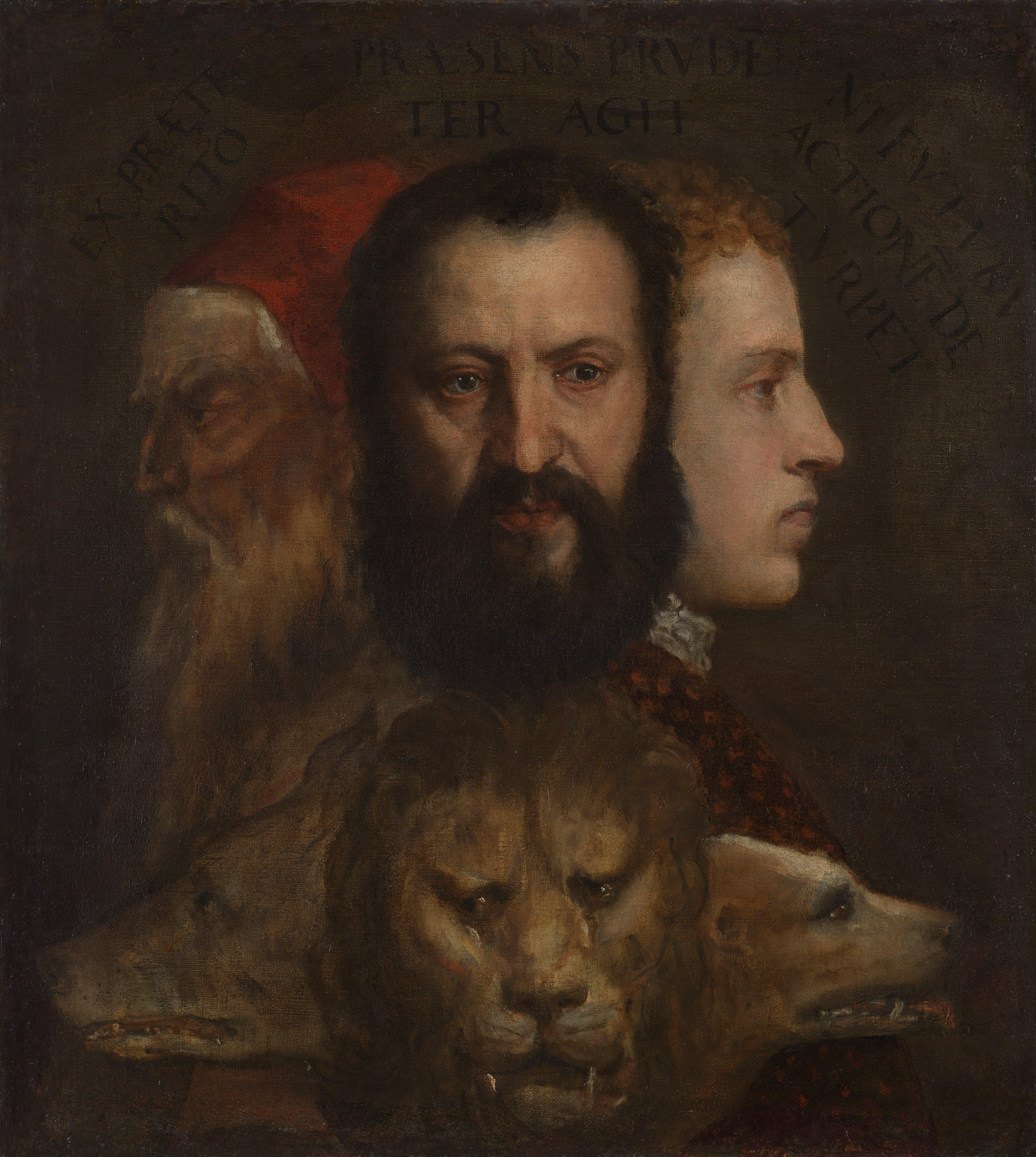
رمزية الحكمة بريشة تيتيان. الآن في المعرض الوطني، لندن.

في عام 1531م ماتت زوجته وتركت له ولدين وبنتا، فاتخذ ابنته «لافينا» نموذجا «موديل» لعدة لوحات معروضة بمتحف درسدن وبرلين ومدريد.
الرجل ذو القلنسوة الحمراء لتيتيان تعكس شخصية الرجل من خلال وقفته وتعابيره. ويرجح أن تيتيان قد أكمل هذه اللوحة عام 1516م في بداية مراحل نضوجه الفكري.
تيتْيان (1487؟-1576م). رسام فينيسيٌّ (من مدينة البندقية) من عصر النهضة الإيطالية. وخلال حياته الطويلة التي استمرت حوالي 70 عامًا، أصبح واحدًا من الرسامين الأكثر تأثيرًا ونجاحًا في تاريخ الفن.
تشمل أعمال تيتيان صورًا ورسومات للأساطير والمشاهد الدينية. وقد طوّر أسلوبًا أثّر بشدة في الرسم الأوروبي لأكثر من 200 عام. استخدم تيتيان الألوان الفاتحة، وكان يرسم بفُرش سميكة. وجعل اللون يبدو وكأنه يمتزج باللون الآخر. يظهر أسلوبه بوضوح في رسمه للوحة المسمّاة اغتصاب أوروبا (1562م). ولقد أثر هذا الأسلوب في العديد من الفنانين الكبار، بمن في ذلك إل غريكو، ورامبرانت وبيتر بول روبنز.

بورترية لفينتشنزو كابيلو بواسطة تيتيان 1540 المعرض الوطني للفنون (واشنطن)

رسم تيتيان لوحات عن الأسرة الملكية والأرستقراطيين كما صور شخصياته على أنهم ظرفاء ولكنهم شجعان مفعمون بالحيوية. لقد أظهر تيتيان ببراعة الجانب الإنساني لشخصياته من خلال تعبيرات الوجوه والإيماءات. ويظهر تأثيره على أعمال كثير من رسامي الصور الزيتية العظماء ـ بما في ذلك سير أنطوني فان دايك ودياجو فالز جويز.
وُلِدَ تيتيان في بيف دي كادور بالقرب من البندقية بإيطاليا. واسمه الحقيقي هو تيزيانو فيسيليو. انتقل تيتيان إلى البندقية وهو صبي لدراسة الرسم على أيدي الأساتذة الفينيسيين. وفي ذلك الوقت كانت البندقية مركزًا مهمًا للفن الإيطالي. لقد تدرب على أيدي اثنين من الفنانين، جنتايل بليني وبعد ذلك شقيقه جيوفاني بليني. تظهر أعمال تيتيان الأولى تأثير جيوفاني بليني وصديقه الفنان جيورجوني.
في عام 1515م، بدأ تيتيان إنتاج روائعه. لقد أدَّى نجاح تيتيان إلى قيام معظم أباطرة الفن الرئيسيين في أوروبا بشراء لوحاته والوقوف أمامها. وكان من بين مقتنيي لوحات تيتيان أباطرة الرومان الكبار، تشارلز الخامس وفرديناند الأول والبابا بولس الثالث، والملك فرانسس الأول ملك فرنسا والملك فيليب الثاني ملك إسبانيا والعديد من النبلاء الإيطاليين. انظر: الرسم؛ التصوير التشكيلي.

## تأثير بيليني وجورجوني
عندما بلغ تيتيان الحادي والأربعين من عمره، خلص نفسة تماما من تأثير معلمه الأول جوفاني بيليني عليه، واسترجع ما كان تعلمه من جورجوني، ويمكن ملاحظه الفرق بين تأثيريهما بمقارنه إنجازاته الأولى بما أنجزه بعد سنه 1518 م، فنجد انه قد توصل إلى أسلوب مكتمل خاص به هو نفسه، وأصبحت لوحاته فيما بعد مفعمة باللمعة الذهبية التي اشتهر بها فن البندقية، والذي يمزج الألوان بعضها ببعض، ثم يغمرها بنور هادئ لطيف.
مع بلوغه سنا متقدمة كان فنه قد نضج تماما، وتجلى ذلك في شاعرية أعماله والجرأة التي أبداها في ابتكار تقنيات تصويرية جديدة. كان له تأثير كبير على فن التصوير الأوروبي.

## أهم أعماله
من أهم أعماله:
- الحب المقدس والحب المدنس.
- رفع السيدة مريم (1518، البندقية).
- فينوس أوربينو (1518 - 1519 م).

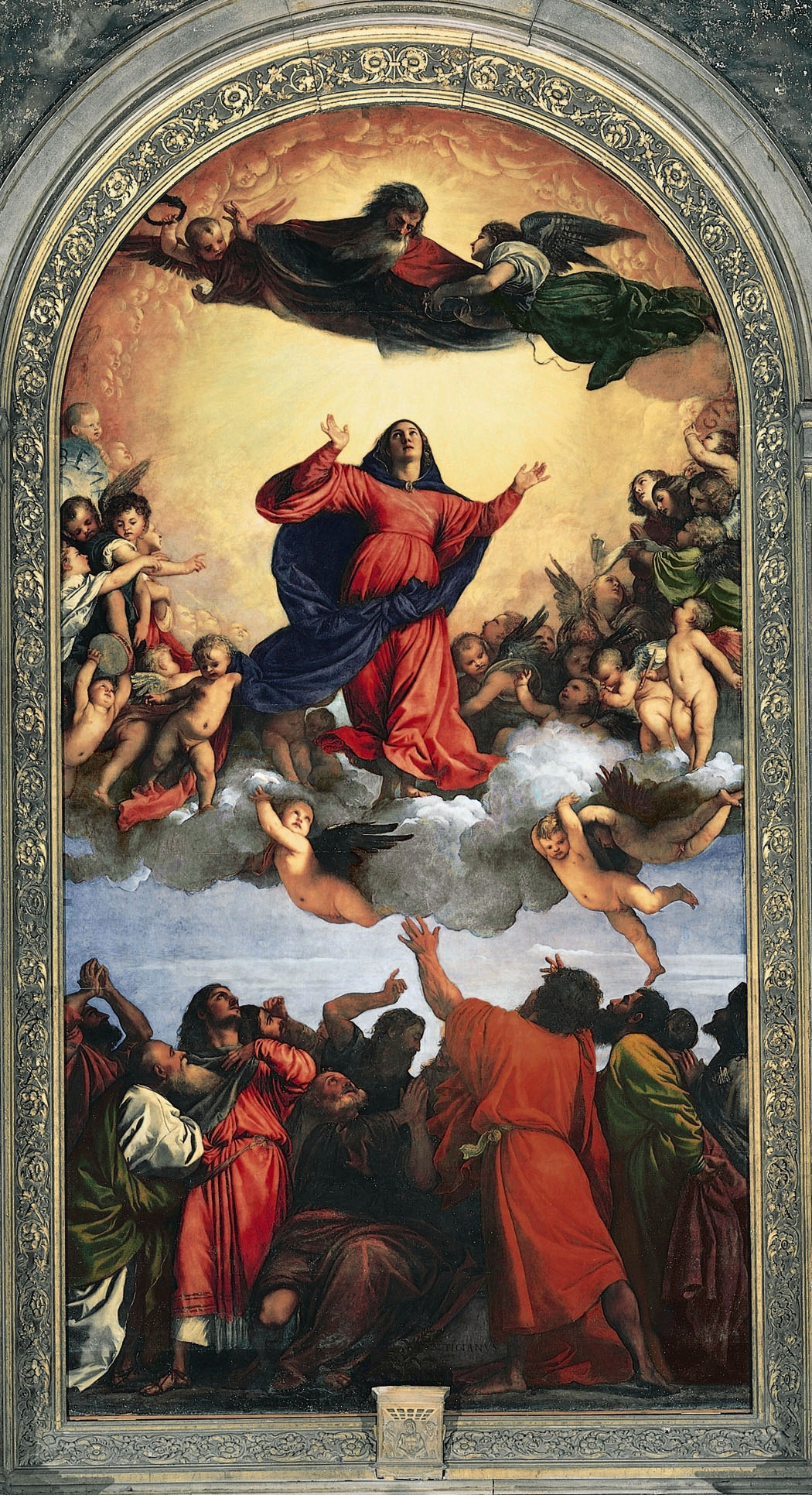
تيتيان استغرق سنتين (1516-1518) لإنجاز فريسكو رفع السيدة مريم، من ثلاثة مستويات تكوين رائع ولون مخطط له

- عملية الدفن (السيد المسيح) 1523 - 1525 م، متحف اللوفر، باريس.
- الحورية والراعي (ح. 1570 م، فيينا).
- بييتا (صورة للسيدة العذراء تنتحِب فوق جسد المسيح) البندقية.[7][8]

## روابط خارجية
- تيتيان على موقع الموسوعة البريطانية (الإنجليزية)
- تيتيان على موقع ميوزك برينز (الإنجليزية)
- تيتيان على موقع إن إن دي بي (الإنجليزية)